# Brama brama
La  palometa negra, muchas veces nombrada simplemente palometa (Brama brama), también llamada castañeta o zapatero y en algunas zonas de España conocida popularmente con el nombre de ibraima o japuta, es una especie de pez perciforme de la familia Bramidae.

## Anatomía
La palometa tiene el cuerpo ovalado y muy comprimido. Su cabeza es grande, con perfil redondeado. La boca es oblicua y sus ojos son redondos. Posee una aleta dorsal larga, con un amplio lóbulo anterior. La aleta anal posee casi el mismo aspecto y tamaño que la dorsal. La aleta caudal es muy escotada y las aletas pelvianas son muy pequeñas. Cuando recién se la saca del agua, la palometa posee un color negro brillante, pero al poco tiempo se torna gris metálico. Normalmente mide entre 40 y 55 cm, aunque puede alcanzar un máximo de 60 cm de longitud.

## Pesca y aprovechamiento
Se distribuye en el Atlántico Norte desde Noruega hasta Marruecos, además de en el Mediterráneo oeste. También está presente en otras zonas del Atlántico, en el Pacífico Sur y en el océano Índico. Es una especie pelágica y oceánica, y vive en aguas entre 12 y 24 °C, hasta los 1000 m de profundidad, que ocasionalmente se acerca a la costa. 
Forma pequeños bancos, cuyos movimientos parecen tener relación con la temperatura del agua. Se alimenta de peces pequeños, cefalópodos, anfípodos y eufausiáceos.
Hasta los años 1970 fue una de las especies más abundantes y populares, por la calidad de su carne y, sobre todo, por su precio asequible, siendo de los pescados más consumidos.
La carne de la palometa puede estar parasitada por una larva de un tipo de tenia (Gymnorhynchus gigas). Se trata de una tenia que se encuentra en la palometa como huésped temporal y cuyo huésped definitivo son los grandes selacimorfos. La larva de Gymnorhynchus gigas en la carne de la palometa toma la forma de un gusano blanco largo que se extiende entre las fibras musculares. No es perjudicial para los seres humanos, pero puede llegar a dar una imagen muy desagradable y, en caso de invasión masiva, puede llevar a la confiscación de los peces afectados.